# На чужбине (фильм)
«На чужбине» — короткометражная комедия 2018 года режиссёра Михаила Черных, снятая по одноимённому рассказу Антона Павловича Чехова.
Съёмки фильма проходили в Тверской области в усадьбе князей Куракиных Степановское-Волосово, ранее отреставрированный московским бизнесменом Сергеем Васильевым. Главные роли — помещика Камышева и Альфонсо Шампуня — исполнили народный артист Российской Федерации Дмитрий Назаров и американец Кристофер Ламберт, впервые принявший участие в съёмках российского фильма.
На XI Международном кинофестивале «Восток&Запад» фильм был удостоен специального приза «Золотой корабль» от официального спонсора фестиваля ГК «Армада».

## Сюжет
Воскресным утром зажиточный русский помещик Камышев завтракает за роскошным столом в компании своего старого знакомого, француза Альфонса Шампуня. В своё время Альфонс обучал манерам и французскому языку детей помещика, однако они уже выросли и покинули родительский дом, и всё, что остаётся Альфонсу — составлять компанию барину и слушать его празднословные речи о величии всего русского и никчёмности Франции: очередной спор начинается с чепухи — чья же горчица лучше. В один из дней француз не выдерживает унижений и пытается уехать из России, но Камышев уговаривает его остаться…

## В ролях
| Актёр             | Роль                        |
| ----------------- | --------------------------- |
| Дмитрий Назаров   | Камышев                     |
| Кристофер Ламберт | Альфонс Людовикович Шампунь |
| Ирина Пегова      | служанка                    |
| Борис Смолкин     | камердинер                  |